# Grzebiuszka syryjska
Grzebiuszka syryjska (Pelobates syriacus) – gatunek płaza bezogonowego z rodziny grzebiuszkowatych (Pelobatidae).

## Zasięg występowania
Grzebiuszka syryjska występuje od wschodniej części Półwyspu Bałkańskiego (europejska część Turcji, prawdopodobnie przyległy obszar Bułgarii) i greckiej wyspy Limnos (północna część Morza Egejskiego) przez Azję Mniejszą na wschód po Kaukaz Południowy, rosyjski Dagestan i północny Iran oraz na południe po kraje Lewantu. Występuje do 2000 m n.p.m.

## Systematyka
Do 2019 roku za podgatunek grzebiuszki syryjskiej uznawana była grzebiuszka bałkańska, klasyfikowana obecnie jako osobny gatunek – Pelobates balcanicus.

## Morfologia
Dorasta do 8 cm. Skóra gładka, źrenice szparowate, pionowe. Grzbiet jasnoszary lub żółtawy z nieregularnymi, ciemnozielonymi plamami. Brzuch biały. Modzele podeszwowe jasno ubarwione.

## Ekologia i zachowanie
Odporna na susze. Żyje na terenach o twardej, suchej i kamienistej glebie, w której zagrzebuje się do 25 cm. Zimuje na lądzie w glebie o wilgotności zaledwie 3–5%. Odżywia się chrząszczami, ślimakami, pająkami, gąsienicami, dżdżownicami.